# Thomas Atzersen
Thomas Atzersen, auch Assersen, (* Ende des 15. Jahrhunderts vermutlich in Windeby; † 3. August 1553 in Flensburg) war ein Pfarrer.

## Leben und Wirken
Thomas Atzersen wirkte ab ungefähr 1502 als Pfarrer in Steinberg. Er schloss sich der lutherischen Reformation an und blieb bis 1552 als lutherischer Pfarrer in Steinberg. Anschließend erwarb er einen Platz im Flensburger Hospital zum Heiligen Geist, wo er noch ein Jahr lebte.
Atzersen stand offensichtlich in einem freundschaftlichen Verhältnis zu Propst Nicolaus Johannis sowie dem gelehrten Flensburger Diakon Hermann Buttius. Er hatte eine Bibliothek, aus der, gemeinsam mit Dokumenten Lütke Namens’, die Bibliothek des Alten Gymnasiums in Flensburg entstand. Außerdem hinterließ er eine Stiftung, zu der im Zeitverlauf 40 zusätzliche Hinterlassenschaften hinzukamen. Daraus entstand die sogenannte „Atzersensche Stiftung“, die der Flensburger Rat bzw. Magistrat verwaltete. Die Zinserträge des Vermögens kamen Stipendien für Theologiestudien, Aussteuerhilfen für arme Dienstmädchen und Hilfen für Hausarmen zugute. Außerdem unterhielt sie das Klöckner-Armenhaus in der Flensburger Marienstraße, das später abgerissen wurde.
Während der Inflation von 1923 verlor die Stiftung ein großes Vermögen. Ein Jahr später musste sie aufgrund gesetzlicher Änderungen mit anderen Stiftungen fusionieren.